# Balamuri, Shrirangapattana
Balamuri là một làng thuộc tehsil Shrirangapattana, huyện Mandya, bang Karnataka, Ấn Độ.